# Wang Yi
Wang Yi (王毅S, Wáng YìP; Pechino, 19 ottobre 1953) è un politico e diplomatico cinese.
In precedenza ha ricoperto i ruoli di Viceministro degli Esteri cinese, ambasciatore cinese in Giappone e Direttore dell'Ufficio Affari di Taiwan. Dal 16 marzo 2013 al 30 dicembre 2022 è stato ministro degli affari esteri e dal 19 marzo 2018 al 12 marzo 2023 consigliere di Stato.
Dal 23 ottobre 2022 fa parte dell'Ufficio politico del Partito Comunista Cinese.

## Biografia
Wang è nato a Pechino. Dopo essersi diplomato al liceo nel settembre 1969, fu mandato nella Cina nord-orientale. Successivamente ha prestato servizio nel Corpo dell'Esercito delle costruzioni nord-orientale nella provincia di Heilongjiang per otto anni.
Nel dicembre 1977, Wang tornò a Pechino e nello stesso anno si iscrisse al dipartimento di Lingue asiatiche e africane dell'Università di studi internazionali di Pechino. Si è laureato nel 1982 in giapponese.
Dopo la laurea, Wang fu assunto nella sezione asiatica del Ministero degli affari esteri grazie a suo suocero, segretario del capo di governo della Repubblica popolare cinese dal 1949 fino al 1976, Zhou Enlai, iniziando la carriera come diplomatico. Nel settembre 1989, fu inviato all'ambasciata cinese in Giappone e vi prestò servizio per cinque anni.  Quando tornò in Cina nel marzo 1994, Wang fu nominato vice capo sezione della sezione asiatica del ministero degli affari esteri e l'anno successivo fu promosso capo sezione. Dall'agosto 1997 al febbraio 1998, Wang è stato uno studioso in visita presso l'Institute of Foreign Relations della Georgetown University negli Stati Uniti. Poco dopo il suo ritorno, è stato promosso viceministro e direttore dell'ufficio di ricerca politica. Dal settembre 1999, Wang ha studiato relazioni internazionali alla China Foreign Affairs University ottenendo un dottorato. Nel febbraio 2001 fu nominato Vice Ministro degli affari esteri e incaricato degli affarsi asiatici. Era il vice ministro più giovane.
Nel settembre 2004, Wang è stato nominato ambasciatore cinese in Giappone. Ha ricoperto questo incarico fino al settembre 2007. Nel giugno 2008, Wang è subentrato a Chen Yunlin come direttore dell'Ufficio per gli affari di Taiwan del Consiglio di Stato cinese.

### Ministro degli affari esteri

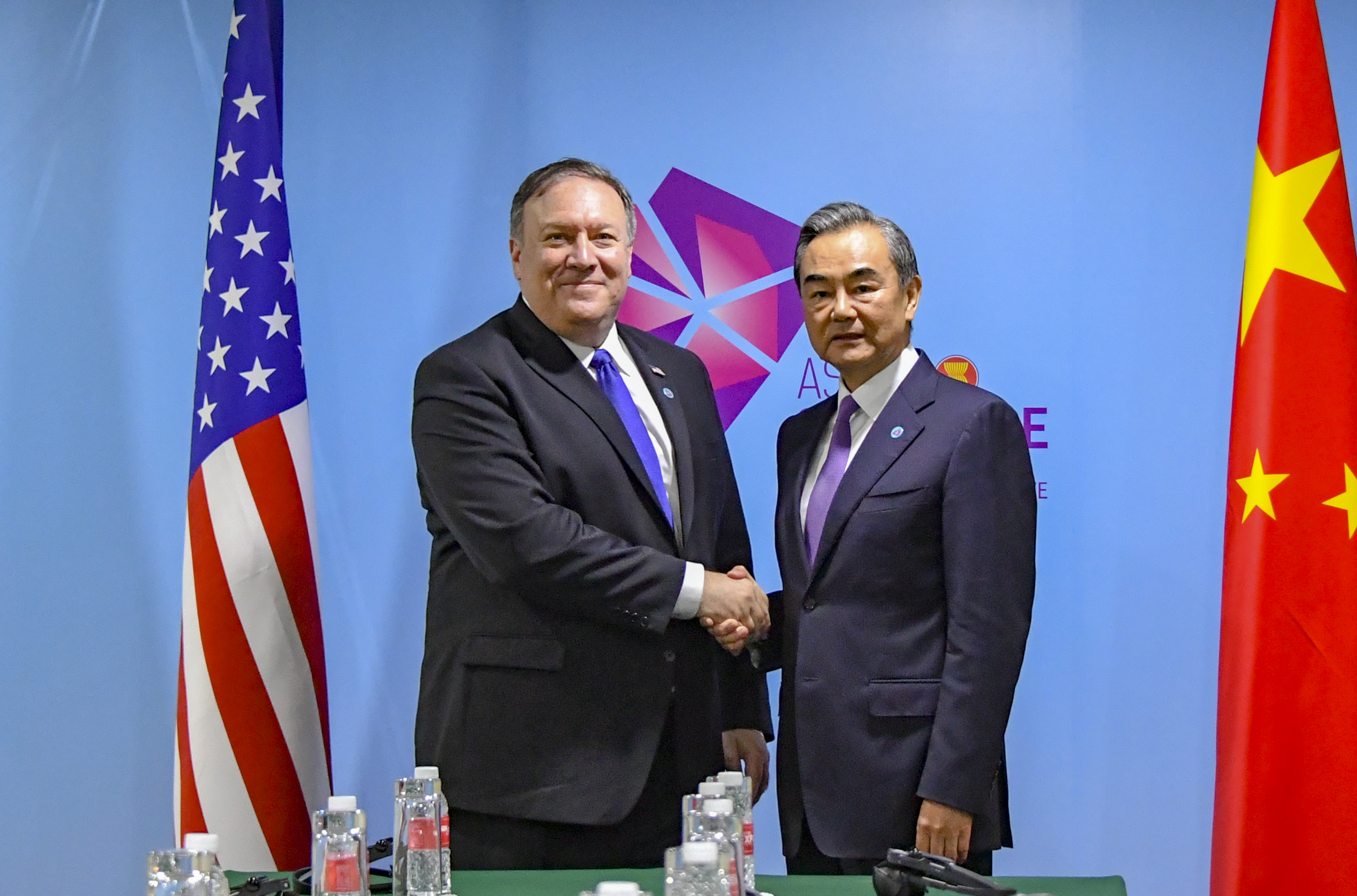
Wang Yi con il Segretario di Stato USA Mike Pompeo nel 2018

Il 16 marzo 2013, Wang è stato nominato Ministro degli affari esteri, con l'approvazione dell'Assemblea nazionale del popolo.,
Il 19 marzo 2018, è stato nominato Consigliere di Stato della Repubblica popolare cinese, mantenendo la carica di Ministro degli affari esteri.
Il 23 ottobre 2022, è stato nominato nel XX Ufficio politico del Partito Comunista Cinese (Politburo).
Il 30 dicembre 2022, è stato sostituito alla carica di Miniistro degli affari esteri dall'ambasciatore Qin Gang.

#### Medio Oriente
Ha effettuato una significativa visita di stato in Medio Oriente nel dicembre 2013 per visitare Israele e Palestina, discutendo con i leader di entrambi i paesi sull'importanza dell'accordo nucleare con l'Iran e sull'importanza dei continui colloqui di pace. Ha detto: «La guerra non risolve i problemi. La violenza aumenta l'odio. I colloqui di pace sono la strada giusta e l'unica». Nel novembre 2017 ha indicato tre punti (antiterrorismo, negoziazione e ricostruzione) per migliorare la situazione della Siria.

#### Somalia
Nel giugno 2014, durante il vertice Cina-paesi arabi a Pechino, il ministro degli esteri Wang ha incontrato il suo omologo somalo Abdirahman Duale Beyle per discutere della cooperazione bilaterale tra Cina e Somalia. L'incontro si è svolto presso il centro del ministero degli esteri cinese e si è concentrato su commercio, sicurezza e ricostruzione. Tra le questioni discusse sono stati i vari progetti di sviluppo cinesi che sono in corso di attuazione in Somalia. Beyle ha anche indicato che le autorità cinesi dovrebbero ampliare il loro sostegno alla Somalia, il che servirebbe a creare nuove opportunità di lavoro. Inoltre, Wang ha elogiato il governo federale somalo per i suoi sforzi di costruzione della pace. Allo stesso modo ha riaffermato i legami diplomatici storicamente stretti tra i due territori, ricordando il riconoscimento da parte della Cina della nascente Repubblica somala nel 1960 e la successiva campagna somala che ha aiutato il governo della Repubblica popolare cinese a raggiungere una posizione nel Consiglio di sicurezza delle Nazioni Unite.

#### Hong Kong
Nel marzo 2021, Wang ha sostenuto la decisione di far governare a Hong Kong solo "patrioti", affermando che «amare Hong Kong e amare la madrepatria sono requisiti coerenti [...] negli ultimi 24 anni dalla [consegna] di Hong Kong, a nessuno è importato più sulla democrazia, la prosperità e la stabilità [della regione amministrativa speciale] rispetto al governo centrale».

#### Russia
Il 28 luglio 2022, Wang ha partecipato alla riunione dei ministri degli esteri dell'Organizzazione per la Cooperazione di Shanghai (SCO), nel cordo della quale ha incontrato il ministro degli esteri russo Sergej Lavrov, che ha elogiato la "tradizionale amicizia" tra Russia e Cina.
Nell'ottobre 2022, ha ribadito il sostegno alla Russia, affermando che la Cina «sosterrà fermamente la Russia, sotto la guida del presidente Putin [...] per stabilire ulteriormente lo status della Russia come una grande potenza sulla scena internazionale».
Nel dicembre 2022, Wang ha difeso la posizione della Cina sul conflitto russo-ucraino e ha affermato che la Cina avrebbe «approfondito la reciproca fiducia strategica e la cooperazione reciprocamente vantaggiosa" con la Russia».

### Dal 2023
In data 1º gennaio 2023 è stato nominato Direttore dell'Ufficio della Commissione Centrale per gli affari esteri del Partito Comunista Cinese, divenendo di fatto il più importante politico cinese incaricato di gestire la politica estera della Cina.
Il 12 marzo 2023, è cessato dalla carica di Consigliere di Stato, sostituito dal ministro degli affari esteri Qin Gang.

#### Proposta di pace per il conflitto russo-ucraino
Nel febbraio 2023, nel corso della 59ª Conferenza sulla sicurezza di Monaco, Wang Yi ha annunciato l'iniziativa di pace cinese per risolvere il conflitto russo-ucraino.
Wang ha scelto che il suo incaricato d'affari Dai Bing non presentasse il piano di pace alla 18ª riunione plenaria dell'11ª sessione speciale di emergenza dell'Assemblea generale delle Nazioni Unite, ma ha deciso che Dai Bing menzionasse il piano di pace cinese nel briefing del Consiglio di sicurezza delle Nazioni Unite dedicato all'Ucraina il 24 febbraio 2023.

#### Stati Uniti d'America
Il 18-19 giugno 2023 il Segretario di Stato degli Stati Uniti d'America Antony Blinken atterra a Pechino, primo incontro Cina-USA dopo l'incidente del pallone aerostatico cinese del gennaio-febbraio 2023. Blinken ha prima incontrato il ministro degli esteri cinese Qin Gang e successivamente il direttore Wang Yi, il quale ha tenuto a precisare: «Gli Stati Uniti devono aderire al principio dell'Unica Cina [...], rispettare la sovranità e l'integrità territoriale della Cina e opporsi chiaramente all'indipendenza di Taiwan».

#### Ministro degli affari esteri
Il 25 luglio 2023, con la rimozione di Qin Gang decisa dal Comitato permanente dell'Assemblea nazionale del popolo, Wang Yi ha ripreso la carica di ministro degli affari esteri.

## Vita privata
La moglie di Wang è la figlia di Qian Jiadong, che era il segretario di Zhou Enlai. Ha una figlia.
Parla fluentemente inglese e giapponese.